# 智惠文站
智惠文站（日语：／ Chiebun eki */?）是北海道旅客鐵道（JR北海道）宗谷本線沿線之無人站，位於日本北海道名寄市智惠文十一線，車站編號為W52。電報略號為チフ。
車站名稱來自附近的地名。「智惠文」來自阿伊努語的「cep-un-to/」，即「有魚的沼澤」的意思。

## 車站構造
- 啟用初時是相對式月台，2面2線，有一間木造車站大堂。
- 現有只是側式月台，1面1線，有一間小型候車室。
- 無人站。
- 由於附近的木業發達，因此本車站運輸不少從鄰近森林砍伐出來的木材。

## 車站周邊
車站前是自行車出租場，鄰近亦有小村落。
- 北海道道252号美深名寄线
- 天智橋
- 智惠文郵局
- 道北名寄農業協同組合智惠文分所
- 向日葵田 - 約2個東京巨蛋面積。
- 緋鮒之里　智惠文公園
- 智恵文沼 - 車站西北約1公里，亦是地名的來源。
- 天鹽川
- 智惠文市（舊中川郡智惠文村） - 國道40號旁
  - 名寄市役所智恵文分所
  - 名寄警署（日语：名寄警察署）智恵文派出所
  - 上智恵文郵局
  - 名士巴士（日语：名士バス）「智惠文11線」巴士站

## 歷史
- 1911年（明治44年）11月3日 - 日本國有鐵道天鹽線之智惠文站啟用。一般車站。
- 1912年（大正元年）9月21日 - 天鹽線改名為宗谷線。
- 1919年（大正8年）10月20日 - 宗谷線改名為宗谷本線。
- 1982年（昭和57年）11月15日 - 廢止貨物裝卸。
- 1984年（昭和59年）
  - 2月1日 - 取消行李處理。
  - 11月10日 - 因為取消出票、檢票的服務，車站無人化。但仍然配置處理閉塞的職員。
- 1986年（昭和61年）
  - 11月1日 - 設置CTC，正式成為無人站。
  - 不詳 - 車站改建，使用由列車改建的候車室。
- 1987年（昭和62年）4月1日 - 日本國鐵正式民營化並進行分割，車站劃歸由JR北海道繼承。
- 不詳 - 候車室進行翻新。

## 相鄰車站
北海道旅客鐵道（JR北海道）
■宗谷本線
（※）日進（W49）－智惠文（W51）－（※）智北（W52）

（※）一部分列車通過日進、智北站。

## 外部連結
- （日語）JR北海道 – 智恵文站 （页面存档备份，存于）
- （日語）全驛參觀之旅 （页面存档备份，存于）